# Jagdstaffel 66
A Jagdstaffel 66, conhecida também por Jasta 66, foi um esquadra de aeronaves da Luftstreitkräfte, o braço aéreo das forças armadas alemãs durante a Primeira Guerra Mundial. No total a esquadra abateu 97 aeronaves inimigas, incluindo 7 balões de observação.

## Aeronaves
- Fokker D.VII